# 포천축구공원
포천축구공원(抱川蹴球公園, Pocheon Football Park)은 대한민국 경기도 포천시에 있는 스포츠 시설이다. 인조잔디 필드가 갖춰진 축구장 3면으로 구성되어 있으며, 2015년 4월에 준공되었다.

## 참고 문헌
- “포천축구공원”. 포천도시공사.
- 《전국 공공체육 시설 현황 (2017년말 기준)》. 대한민국 문화체육관광부. 2019.